# Zlatko Baloković
Zlatko Baloković (31 mars 1895 – 29 mars 1965) est un violoniste croate.